# Alexandra Fusai
Alexandra Fusai (* 22. November 1973 in Saint-Cloud) ist eine ehemalige französische Tennisspielerin.

## Karriere
Fusai begann im Alter von neun Jahren mit dem Tennissport.
In ihrer Karriere gewann sie zwölf Doppeltitel auf der WTA Tour, davon acht an der Seite von Nathalie Tauziat. Dazu kamen sechs Einzel- und zwei Doppeltitel auf Turnieren des ITF Women’s Circuit.
Ihre größten Erfolge feierte sie allerdings bei den French Open, bei denen sie im Doppel 1997, 1999 und 2000 jeweils das Halbfinale erreichte. Auch bei den anderen Grand-Slam-Turnieren konnte sie in der Doppelkonkurrenz gut abschneiden; bei den Australian Open und den US Open stand sie je einmal im Viertelfinale. Im September 1998 erreichte sie mit Position 6 ihre beste Platzierung in der Doppelweltrangliste.
1997 gewann Fusai mit der französischen Mannschaft den Teamwettbewerb Fed Cup; sie konnte in ihren insgesamt acht Partien für das Team sechs Siege beisteuern.
Am 13. Juli 2002 heiratete sie David Crochu, ihr Sohn Oscar wurde am 7. Dezember 2003 geboren. Ihre letzte Begegnung auf der Damentour spielte Fusai im April 2003 beim WTA-Turnier in Budapest.

## Turniersiege

### Doppel
| Nr. | Datum            | Turnier   | Kategorie    | Belag           | Partnerin        | Finalgegnerinnen                            | Ergebnis      |
| --- | ---------------- | --------- | ------------ | --------------- | ---------------- | ------------------------------------------- | ------------- |
| 1.  | 13. Oktober 1996 | Surabaya  | WTA Tier IV  | Hartplatz       | Kerry-Anne Guse  | Tina Križan Noëlle van Lottum               | 6:4, 6:4      |
| 2.  | 16. Februar 1997 | Linz      | WTA Tier III | Teppich (Halle) | Nathalie Tauziat | Eva Melicharová Helena Vildová              | 4:6, 6:3, 6:1 |
| 3.  | 26. April 1997   | Budapest  | WTA Tier IV  | Sand            | Amanda Coetzer   | Eva Melicharová Elena Wagner                | 6:3, 6:1      |
| 4.  | 9. November 1997 | Chicago   | WTA Tier II  | Teppich (Halle) | Nathalie Tauziat | Lindsay Davenport Monica Seles              | 6:3, 6:2      |
| 5.  | 1. März 1998     | Linz      | WTA Tier II  | Teppich (Halle) | Nathalie Tauziat | Anna Kournikowa Larisa Neiland              | 6:3, 3:6, 6:4 |
| 6.  | 23. Mai 1998     | Straßburg | WTA Tier III | Sand            | Nathalie Tauziat | Yayuk Basuki Caroline Vis                   | 6:4, 6:3      |
| 7.  | 29. August 1998  | New Haven | WTA Tier II  | Hartplatz       | Nathalie Tauziat | Jana Novotná Mariann de Swardt              | 6:1, 6:0      |
| 8.  | 14. Februar 1999 | Prostějov | WTA Tier IVb | Teppich (Halle) | Nathalie Tauziat | Květa Peschke Helena Vildová                | 3:6, 6:2, 6:1 |
| 9.  | 17. Mai 1999     | Berlin    | WTA Tier I   | Sand            | Nathalie Tauziat | Jana Novotná Patricia Tarabini              | 6:3, 7:5      |
| 10. | 8. Januar 2000   | Auckland  | WTA Tier IVb | Hartplatz       | Cara Black       | Barbara Schwartz Patricia Wartusch          | 3:6, 6:3, 6:4 |
| 11. | 1. Oktober 2000  | Luxemburg | WTA Tier III | Teppich (Halle) | Nathalie Tauziat | Ljubomira Batschewa Cristina Torrens Valero | 6:3, 7:60     |
| 12. | 6. Januar 2001   | Auckland  | WTA Tier V   | Hartplatz       | Rita Grande      | Emmanuelle Gagliardi Barbara Schett         | 7:64, 6:3     |